# سنت بریاولز
سنت بریاولز (به انگلیسی: St Briavels) یک روستا و محله مدنی در بریتانیا است که در Forest of Dean واقع شده‌است. سنت بریاولز ۱٬۱۹۲ نفر جمعیت دارد.